# Cour d'assises (Italie)
Pour les articles homonymes, voir Cour d'assises.
La Cour d'assises (en italien:Corte di Assise) est avec la Cour d'assises d'appel Corte d'assise d'appello  dans le système juridique italien, un organe juridictionnel compétent pour juger les délits les plus graves, respectivement en première instance et en appel.
Prévues par la loi n° 2626 du 6 décembre 1865 sur le système judiciaire italien, leur composition et leur discipline ont été réglementées en dernier lieu par la loi n° 287 du 10 avril 1951.

## Description et compétences
Il s'agit d'une juridiction pénale de droit commun, compétente pour juger en première instance certains délits graves. Elle est composée d'un président (magistrat de la cour d'appel), d'un « juge associé » (magistrat du tribunal de première instance) et de six juges populaires. 
Dans l'exercice de leur fonction, les juges populaires sont sur un pied d'égalité avec les magistrats du Tribunal de première instance et participent à la formation de jugement avec une voix égale.